# Cristiano Salerno
Cristiano Salerno (Imperia, Ligúria, 18 de febrer de 1985) és un ciclista italià, ja retirat, que fou professional entre el 2006 i el 2015. En el seu palmarès destaca la victòria a la Volta al Japó del 2010.
Una vegada retirat, el 2016 va tornar al ciclisme de muntanya, modalitat en la qual ja havia competit en les categories juvenils, fitxant pel Scott Racing Team dirigit per Mario Noris.

## Palmarès
- 2010
  - 1r a la Volta al Japó i vencedor de 2 etapes
- 2013
  - Vencedor de la classificació de la muntanya a la Volta a Catalunya[2]

### Resultats al Giro d'Itàlia
- 2011. 57è de la classificació general
- 2012. 105è de la classificació general
- 2013. 86è de la classificació general

### Resultats a la Volta a Espanya
- 2012. 49è de la classificació general